# Albertis Harrison
Albertis Sydney Harrison, Jr., född 11 januari 1907 i Alberta i Virginia, död 23 januari 1995 i Lawrenceville i Virginia, var en amerikansk demokratisk politiker. Han var Virginias guvernör 1962–1966.
Harrison var Virginias attorney general 1958–1962. År 1962 efterträdde han James Lindsay Almond som guvernör och efterträddes 1966 av Mills E. Godwin. Anglikanen Harrison avled 1995 och gravsattes på Oakwood Cemetery i Lawrenceville. Sonen Albertis Sydney Harrison III omkom 1992 i en flygolycka.